# D.J. Igo
D.J. Igo war ein Musikprojekt der Schweizer Produzenten Peter Bächinger und Stefan Wiesli von Quivelda Media.

## Hintergrund
Anlässlich der Fußball-Weltmeisterschaft 1994 kreierten sie einen Dancefloor-Track, auf dem sie Adolf Ogis bekannten Ausspruch Freude herrscht mit Kommentaren aus Fussballspielen der Schweizer Fussballnationalmannschaft verwoben und mit Technobeats unterlegten. Die Single kam als Freude herrscht (ohne Wenn und Aber) auf EMI heraus. Nachdem die Schweizer Nati das Achtelfinale des Turniers erreicht hatte, stieg der Titel im Juli 1994 bis auf Platz 1 der Schweizer Charts. Der Gesang für die englische Version Pleasure In The Air die auf der CD-Maxi enthalten war und für die zweite Single Far Away stammte von Jasmin Schmid. Ebenfalls auf der CD-Maxi vertreten war der Schweizerpsalm im trendigen Rhythm Mix.
Mit dem Titel Far Away schaffte es das Duo im selben Jahr noch einmal auf Platz 18.

## Diskografie
- Freude herrscht (ohne Wenn und Aber), 1994
- Far Away, 1994
- No Way Out, 1994